# Primi ministri dell'India
I primi ministri dell'India (in hindī भारत के प्रधान मंत्रियों की सूची) dal 1947 (data di indipendenza dal Regno Unito) ad oggi sono i seguenti.

## Lista
| Primo ministro | Primo ministro | Primo ministro                      | Partito                     | Elezioni         | Mandato          | Mandato          |
| Primo ministro | Primo ministro | Primo ministro                      | Partito                     | Elezioni         | Inizio           | Fine             |
| -------------- | -------------- | ----------------------------------- | --------------------------- | ---------------- | ---------------- | ---------------- |
|                |                | Jawaharlal Nehru                    | Congresso Nazionale Indiano |                  | 15 agosto 1947   | 26 maggio 1964   |
|                |                | Gulzarilal Nanda (Ad interim)       | Congresso Nazionale Indiano |                  | 27 maggio 1964   | 9 giugno 1964    |
|                |                | Lal Bahadur Shastri                 | Congresso Nazionale Indiano |                  | 9 giugno 1964    | 11 gennaio 1966  |
|                |                | Gulzarilal Nanda (Ad interim)       | Congresso Nazionale Indiano |                  | 11 gennaio 1966  | 24 gennaio 1966  |
|                |                | Indira Gandhi                       | Congresso Nazionale Indiano |                  | 24 gennaio 1966  | 27 marzo 1977    |
|                |                | Morarji Desai                       | Janata Party                |                  | 24 marzo 1977    | 28 luglio 1979   |
|                |                | Charan Singh                        | Janata Party (Secular)      |                  | 28 luglio 1979   | 14 gennaio 1980  |
|                |                | Indira Gandhi                       | Congresso Nazionale Indiano |                  | 14 gennaio 1980  | 31 ottobre 1984  |
|                |                | Rajiv Gandhi                        | Congresso Nazionale Indiano |                  | 31 ottobre 1984  | 2 dicembre 1989  |
|                |                | Vishwanath Pratap Singh             | Janata Dal                  |                  | 2 dicembre 1989  | 10 novembre 1990 |
|                |                | Chandra Shekhar                     | Samajwadi Janata Party      |                  | 10 novembre 1990 | 21 giugno 1991   |
|                |                | Pamulaparthi Venkata Narasimha Rao  | Congresso Nazionale Indiano | 1991             | 21 giugno 1991   | 16 maggio 1996   |
|                |                | Atal Bihari Vajpayee                | Bharatiya Janata Party      | 1996             | 16 maggio 1996   | 1º giugno 1996   |
|                |                | Haradanahalli Doddegowda Deve Gowda | Janata Dal                  |                  | 1º giugno 1996   | 21 aprile 1997   |
|                |                | Inder Kumar Gujral                  | Janata Dal                  |                  | 21 aprile 1997   | 19 marzo 1998    |
|                |                | Atal Bihari Vajpayee                | Bharatiya Janata Party      | 1998, 1999       | 19 marzo 1998    | 22 maggio 2004   |
|                |                | Manmohan Singh                      | Congresso Nazionale Indiano | 2004, 2009       | 22 maggio 2004   | 26 maggio 2014   |
|                |                | Narendra Modi                       | Bharatiya Janata Party      | 2014, 2019, 2024 | 26 maggio 2014   | in carica        |